# Ivana Godeč
Ivana Godeč (født 11. maj 2001) er en montenegrinsk håndboldspiller, som spiller i ŽRK Budućnost Podgorica og Montenegros kvindehåndboldlandshold.